# 쿠르차토프 메달
쿠르차토프 메달, 또는 이고리 쿠르차토프 명예 금메달은  핵 물리학 및 핵 에너지 분야의 뛰어난 업적에 주어지는 상이다. 소련 과학 아카데미에서는 이고리 쿠르차토프를 기리고 핵 물리학, 원자력 에너지 및 원자력 공학 분야에 대한 그의 평생의 공헌을 인정하여 1960년 2월 9일에 이 상을 제정했다.
소련에서는 1962년부터 3년마다 쿠르차토프 메달을 수여하였다. 1989년까지 상의 일부로 상금이 포함되어 있었다. 이후 러시아에서는 쿠르차토프 금메달 상이 재개돼 1998년부터 메달이 수여되고 있다.

## 소련의 수상자
출처: 러시아 과학 아카데미
- 1962: 표트르 스피박 및 유리 프로코비예프
- 1965: Yuriy Prokoshkin, Vladimir Rykalin, Valentin Petruhin 및 Anatoly Danubians
- 1968: 아나톨리 알렉산드로프
- 1971: 이삭 키코인
- 1974: Julii Khariton 및 Savely Moiseevich Feinberg
- 1977: 야코프 젤도비치 및 표도르 샤피로 (러시아어: Фёдор Львович Шапиро)
- 1980: Isai Izrailevich Gurevich 와 Boris Nikolsky
- 1981: 윌리엄 드헤즐리어
- 1983: 블라디미르 모스토보이
- 1986: Venedikt Dzhelepov 및 Leonid Ponomarev
- 1989: 게오르기 플료로프 및 유리 오가네샨

## 러시아 수상자
- 1998: 알렉시 오글로블린
- 2000: 니콜라이 돌레잘
- 2003: 유리 트루트네프
- 2008: 올렉 게나디에비치 필라토프
- 2013: 예브게니 아브로린
- 2018: Nikolay Evgenievich Kukharkin

## 같이 보기
- 러시아 연방의 상 및 훈장
- "원자력 발전 공로" 메달
- 물리학상 목록